# جيف ديو
جيف ديو (بالإنجليزية: Jeff Deyo)‏ هو مغني أمريكي، ولد في 5 نوفمبر 1969.

## وصلات خارجية
- الموقع الرسمي
- جيف ديو على موقع ميوزك برينز (الإنجليزية)
- جيف ديو على موقع أول ميوزيك (الإنجليزية)
- جيف ديو على موقع ديسكوغز (الإنجليزية)